# Аппарат правительства Российской Федерации
Аппарат Правительства Российской Федерации — государственный орган, образованный для обеспечения деятельности Правительства Российской Федерации и председателя Правительства России и организации контроля за выполнением органами исполнительной власти принятых Правительством решений.

## История
19 октября 1905 года был образован Совет министров Российской империи для общего «управления и объединения действий главных начальников ведомств по предметам как законодательства, так и высшего государственного управления». Орган получил самостоятельный статус и право принятия ключевых решений, тогда как в предыдущем формате он был совещательным органом при императоре и собирался по его распоряжению. Совет министров стал собираться еженедельно, результаты фиксировались в специальных журналах. Возглавлял Совет уже не император, а один из министров.
Делопроизводство велось постоянной канцелярией, которую возглавлял управляющим делами Совета министров.
27 февраля 1917 года Совет министров прекратил свою деятельность, в ходе Февральской революции. 2 марта того же года было образовано Временное Правительство, в день отречения Николая II от престола. Соответственно канцелярия Совета министров была переименована в канцелярию Временного Правительства. Первым управляющим делами был член Государственной думы первого созыва Владимир Дмитриевич Набоков, а должность помощника УД занимал Владимир Васильевич Никитин. Управляющий делами обязан был не только организовывать работу Временного Правительства, обеспечивая проведение его заседаний, но также и вести деятельность по доведению до населения принятых решений.
27 октября 1917 года был образован Совет народных комиссаров. Канцелярия была переименована в управление делами и длительное время сохраняла своё название. 6 июля 1923 года высшим органом исполнительной власти стал Совет народных комиссаров СССР. В 1946 году преобразован в Совет министров СССР.
Одновременно с союзным правительством, действовало Правительство России (РСФСР). В 1917—1946 годах под названием Совет народных комиссаров РСФСР, а с 1946 года — Совет министров РСФСР.
3 августа 1979 года был принят закон РСФСР «О Совете Министров РСФСР», в котором отдельная статья (34) была посвящена Аппарату Совета министров РСФСР. Аппаратом правительства являлось управление делами Совета министров РСФСР, осуществляющее подготовку вопросов для рассмотрения в Совете министров республики и обеспечивающее систематическую проверку исполнения решений КПСС (до 14 марта 1990 года) и Правительства. Управляющий делами входил в состав Совета министров.
Пост управляющего делами Совета народных комиссаров (Совета министров) РСФСР занимали:
- 1 (14) ноября 1917 — 4 декабря 1920 — Бонч-Бруевич Владимир Дмитриевич
- 11 декабря 1920 — 17 июля 1923 — Горбунов Николай Петрович
- июль 1923 — 27 июля 1929 — Смольянинов, Вадим Александрович (настоящие фамилия и имя — Смольников Сергей Александрович[7])
- 4 октября 1929 — 18 декабря 1930 — Усиевич, Владимир Александрович
- 18 декабря 1930 — 1937 — Герасимов, Иван Семёнович
- 20 июля 1937 — 20 ноября 1939 — Кузнецов, Иван Никифорович
- 1940 — 22 мая 1942 — Панасенко А. Н.
- 22 мая 1942 — 1943 — Кордюков, Анатолий Константинович
- 1943—1946 — Болдырев, Анатолий Сергеевич
- 1946—1949 — Падежнов, Иван Васильевич
- 1950—1960 — Груздев, Иван Михайлович
- 1960—1962 — Каргаполов, Виктор Алексеевич
- январь 1963 — апрель 1969 — Тупицын, Михаил Николаевич
- сентябрь 1969 — 4 декабря 1981 — Смирнов, Иван Семёнович
- 25 марта 1982 — 15 июня 1990[8] — Зарубин, Иван Иванович (затем и. о. до 14 июля 1990)
- 14 июля — 31 октября 1990 — Стерлигов Александр Николаевич
- 29 ноября 1990 — 10 июля 1991[9] — Третьяков Александр Иванович (затем и. о. до 5 августа 1991)
- вакансия с 5 августа 1991 по 12 января 1993

Указом Президента РСФСР от 6 ноября 1991 года. № 172 на базе отраслевых отделов Управления делами Администрации президента РСФСР, аппаратов председателя Совета министров РСФСР и его заместителей сформирован аппарат правительства РСФСР, который был включён в качестве самостоятельного структурного подразделения в администрацию президента республики (данный указ фактически утратил силу 10 января 1993 года с началом работы Аппарата Совета Министров РФ, официально отменен 4 февраля 1993 года). Руководство аппарата правительства было возложено на первого заместителя Председателя Правительства (до 11 ноября 1991 года, когда был назначен руководитель аппарата, по должности не входивший в состав правительства).
Вместе с тем, формально продолжал действовать закон «О Совете Министров РСФСР», который был признан утратившим силу лишь в январе 1993 года, в связи с принятием закона «О Совете Министров — Правительстве Российской Федерации» (закон принят в декабре 1992 года, но вступил в силу 12 января 1993 года после введения в действие Закона РФ от 9 декабря 1992 года «Об изменениях и дополнениях Конституции (Основного Закона) Российской Федерации — России»). Для обеспечения деятельности Совета министров Российской Федерации вместо Управделами образовывался Аппарат Совета министров РФ (ст. 32). Назначение и освобождение от должности руководителя аппарата осуществляется президентом РФ по представлению председателя Правительства РФ. В соответствии со ст. 7 того же закона, руководитель аппарата входит в состав Совета министров.
В конце 1993 года, в декабре, была принята Конституция РФ. Формально, некоторые нормы закона «О совете Министров — Правительстве РФ» не соответствовали некоторым её положениям. В первую очередь, деятельность Правительства РФ должна определяться федеральным конституционным законом. Соответствующий ФКЗ «О Правительстве Российской Федерации» был принят 17 декабря 1997 года. Для обеспечения деятельности правительства РФ и организации контроля за выполнением органами исполнительной власти решений, принятых Правительством, образован Аппарат правительства РФ. Положение об Аппарате правительства Российской Федерации утверждено постановлением Правительства Российской Федерации от 1 июня 2004 года. № 260 (одновременно с утверждением регламента Правительства РФ).

## Функции Аппарата правительства
Основными задачами Аппарата правительства Российской Федерации считается организация деятельности Правительства России, а также контроль за исполнением поручений федеральными органами исполнительной власти. Ключевые функции Аппарата правительства России:
- разработка основных направлений деятельности по реализации внутренней и внешней политики России;
- подготовка экспертных заключений на поступившие в Правительство России проекты актов и других документов, по которым требуется решение;
- контроль за выполнением органами исполнительной власти решений Правительства России, а также поручений председателя Правительства и его заместителей;
- представляет интересы Правительства России в Конституционном, Верховном судах;
- готовит для Председателя Правительства материалы к его докладам и выступлениям;
- обеспечивает организацию протокольных мероприятий;
- обеспечивает ведение делопроизводства, соблюдение режима секретности и защиту сведений, составляющих государственную и иную охраняемую законом тайну.

## Структура
Структура Аппарата правительства включает в себя руководство Аппарата и подразделения Аппарата — департаменты Правительства, управления Правительства и секретариаты Заместителей Председателя Правительства и руководителя Аппарата правительства. В составе департаментов и управлений создаются отделы. Штатная численность на 2020 год составляет 1545 ед.

## Руководство Аппарата
Руководитель Аппарата правительства назначается президентом Российской Федерации по представлению Председателя Правительства Российской Федерации. С 21 января 2020 года Заместителем Председателя Правительства Российской Федерации — руководителем Аппарата Правительства Российской Федерации является Дмитрий Григоренко.
Самое продолжительное время пост руководителя Аппарата правительства России занимал Сергей Приходько — 1822 дня. Владимир Бабичев — 1368 дней. На 31 день меньше длился срок пребывания на этой должности у Сергея Нарышкина — 1337 дней. Самое короткое пребывание на этом посту было у Геннадия Бурбулиса — 5 дней.

### Хронология
| Наименование должности | ФИО                             | Фотография | Дата назначения                             | Дата освобождения от должности       | Срок (дни) | Пр.                  |
| Руководитель Аппарата правительства РСФСР как Первый заместитель председателя Правительства РСФСР | Бурбулис, Геннадий Эдуардович   |            | 6 ноября 1991 года                          | 11 ноября 1991 года                  | 5          | [ 18 ] [ 19 ]        |
| Руководитель Аппарата правительства РСФСР | Головков Алексей Леонардович    |            | 11 ноября 1991 года                         | 10 января 1993 года                  | 426        | [ 19 ] [ 21 ]        |
| Руководитель Аппарата Совета министров — Правительства Российской Федерации Министр Российской Федерации — руководитель Аппарата правительства Российской Федерации | Квасов Владимир Петрович        | —          | 10 января 1993 года                         | 15 ноября 1994 года                  | 674        | [ 11 ] [ 22 ]        |
| Министр Российской Федерации — руководитель Аппарата правительства Российской Федерации | Бабичев Владимир Степанович     |            | 15 ноября 1994 года с 23 марта 1998 — и. о. | 23 марта 1998 года 8 мая 1998        | 1270       | [ 23 ]               |
| Руководитель Аппарата правительства Российской Федерации — министр Российской Федерации | Хватков Николай Павлович        |            | 8 мая 1998 года с 23 августа 1998 — и. о.   | 23 августа 1998 года 28 августа 1998 | 112        | [ 24 ]               |
| И. о. Руководителя Аппарата правительства Российской Федерации | Шабдурасулов Игорь Владимирович | —          | 28 августа 1998 года                        | 14 сентября 1998 года                | 17         | [ 25 ]               |
| Руководитель Аппарата правительства Российской Федерации — министр Российской Федерации | Зубаков Юрий Антонович          | —          | 14 сентября 1998 года                       | 19 мая 1999 года                     | 247        | [ 26 ]               |
| Руководитель Аппарата правительства Российской Федерации — министр Российской Федерации | Черненко Андрей Григорьевич     |            | 25 мая 1999 года                            | 19 августа 1999 года                 | 86         | [ 27 ]               |
| Руководитель Аппарата правительства Российской Федерации — министр Российской Федерации | Козак Дмитрий Николаевич        |            | 19 августа 1999 года                        | 18 мая 2000 года                     | 273        | [ 28 ]               |
| Руководитель Аппарата правительства Российской Федерации — министр Российской Федерации | Шувалов Игорь Иванович          |            | 18 мая 2000 года                            | 28 мая 2003 года                     | 1105       | [ 29 ] [ 30 ]        |
| Руководитель Аппарата правительства Российской Федерации — министр Российской Федерации | Мерзликин Константин Эдуардович | —          | 28 мая 2003 года                            | 25 февраля 2004 года                 | 273        | [ 31 ] [ 32 ]        |
| Руководитель Аппарата правительства Российской Федерации — министр Российской Федерации (и .о.) | Синелин Михаил Анатольевич      | —          | 25 февраля 2004 года                        | 9 марта 2004 года                    | 13         |                      |
| Руководитель Аппарата правительства Российской Федерации — министр Российской Федерации | Козак Дмитрий Николаевич        |            | 9 марта 2004 года                           | 13 сентября 2004 года                | 188        | [ 33 ] [ 34 ]        |
| Руководитель Аппарата правительства Российской Федерации — министр Российской Федерации Руководитель Аппарата правительства Российской Федерации — заместитель председателя Правительства Российской Федерации Заместитель председателя Правительства Российской Федерации — руководитель Аппарата правительства Российской Федерации | Нарышкин Сергей Евгеньевич      |            | 13 сентября 2004 года                       | 12 мая 2008 года                     | 1337       | [ 35 ] [ 36 ] [ 37 ] |
| Заместитель председателя Правительства Российской Федерации — руководитель Аппарата правительства Российской Федерации | Собянин Сергей Семёнович        |            | 12 мая 2008 года                            | 21 октября 2010 года                 | 892        | [ 38 ] [ 39 ]        |
| Руководитель Аппарата правительства Российской Федерации—заместитель председателя Правительства Российской Федерации | Володин Вячеслав Викторович     |            | 21 октября 2010 года                        | 27 декабря 2011 года                 | 432        | [ 40 ]               |
| Министр Российской Федерации — руководитель Аппарата правительства Российской Федерации | Вайно Антон Эдуардович          |            | 27 декабря 2011 года                        | 21 мая 2012 года                     | 146        | [ 41 ]               |
| Заместитель председателя Правительства Российской Федерации — руководитель Аппарата правительства Российской Федерации | Сурков Владислав Юрьевич        |            | 21 мая 2012 года                            | 8 мая 2013 года                      | 352        | [ 42 ] [ 43 ]        |
| Заместитель председателя Правительства Российской Федерации — руководитель Аппарата правительства Российской Федерации | Приходько Сергей Эдуардович     |            | 22 мая 2013 года                            | 18 мая 2018 года                     | 1822       | [ 44 ]               |
| Заместитель председателя Правительства Российской Федерации — руководитель Аппарата правительства Российской Федерации | Чуйченко Константин Анатольевич |            | 18 мая 2018 года                            | 21 января 2020 года                  | 613        | [ 45 ]               |
| Заместитель председателя Правительства Российской Федерации — руководитель Аппарата правительства Российской Федерации | Григоренко Дмитрий Юрьевич      |            | 21 января 2020 года                         | ныне в должности                     | 2003       | [ 46 ]               |

### Заместители руководителя Аппарата
Руководитель Аппарата имеет девять заместителей, курирующих различные вопросы деятельности Правительства Российской Федерации.
- Левин Леонид Леонидович — первый заместитель руководителя Аппарата правительства Российской Федерации
- Сидоренко Валерий Валерьевич — первый заместитель руководителя Аппарата правительства Российской Федерации
- Андрющенко Светлана Николаевна
- Вельмяйкин Сергей Федорович
- Грибов Александр Сергеевич
- Кривонос Ольга Владимировна
- Молчанов Денис Владимирович
- Савина Наталья Александровна — руководитель протокола председателя Правительства Российской Федерации
- Стёжка Богдан Васильевич — руководитель аппарата коллегии Военно-промышленной комиссии Российской Федерации
- Тагиров Эльмир Тагирович
- Трунин Илья Вячеславович
- Уваров Алексей Константинович
- Чепурина Ольга Николаевна
- Шевченко Игорь Викторович

## Подразделения Аппарата правительства
Секретариаты
- Секретариат председателя Правительства Российской Федерации Михаила Мишустина
- Секретариат первого заместителя председателя Правительства Российской Федерации Дениса Мантурова
- Секретариаты Заместителей Председателя Правительства России.

Полпреды Правительства России
Полномочные представители Правительства Российской Федерации в Совете Федерации, в Государственной думе, в Конституционном суде Российской Федерации и Верховном суде Российской Федерации.
Департаменты Правительства России
- Департамент документационного обеспечения
- Департамент здравоохранения
- Департамент информационных технологий
- Департамент кадров
- Департамент контроля
- Департамент культуры, спорта, туризма и национальной политики
- Департамент по обеспечению деятельности административных органов
- Департамент обеспечения регуляторной политики
- Департамент оборонно-промышленного комплекса
- Департамент обеспечения деятельности
- Департамент правового обеспечения
- Департамент пресс-службы и рефентуры
- Департамент природных ресурсов, земельных отношений и агропромышленного комплекса
- Департамент проектной деятельности
- Департамент промышленности
- Департамент просвещения, высшего образования и науки
- Департамент протокольного обеспечения
- Департамент развития международного сотрудничества
- Департамент регионального развития
- Департамент сопровождения законопроектной деятельности и нормативно-правового регулирования
- Департамент социального развития
- Департамент строительства
- Департамент транспорта
- Департамент формирования государственного оборонного заказа
- Департамент экономического развития и финансов
- Департамент энергетики
- Сводно-аналитический департамент